# Giro delle Fiandre 1976
Il Giro delle Fiandre 1976, sessantesima edizione della corsa, fu disputato il 4 aprile 1976, per un percorso totale di 261 km. Fu vinto dal belga Walter Planckaert, al traguardo con il tempo di 6h10'00", alla media di 44,324 km/h, davanti a Francesco Moser e Marc Demeyer. Per la prima volta i ciclisti si trovarono alle prese con la temibile erta del Koppenberg, muro in pavé con pendenze fino al 22%.
I ciclisti che partirono da Sint-Niklaas furono 168; coloro che tagliarono il traguardo a Meerbeke furono 44.

## Ordine d'arrivo (Top 10)
| Pos. | Corridore          | Squadra   | Tempo    |
| ---- | ------------------ | --------- | -------- |
| 1    | Walter Planckaert  | Maes Pils | 6h10'00" |
| 2    | Francesco Moser    | Sanson    | s.t.     |
| 3    | Marc Demeyer       | Flandria  | s.t.     |
| 4    | Roger De Vlaeminck | Brooklyn  | a 16"    |
| 5    | Freddy Maertens    | Flandria  | s.t.     |
| 6    | Willy Teirlinck    | Gitane    | a 22"    |
| 7    | Eric Leman         | Zoppas    | s.t.     |
| 8    | Walter Godefroot   | Ijsboerke | s.t.     |
| 9    | Frans Verbeeck     | Ijsboerke | s.t.     |
| 10   | André Dierickx     | Maes Pils | s.t.     |